# Storön, Hälsingland
Storön är en ö och ett naturreservat i Nordanstigs kommun i Hälsingland.
Reservatet ligger tre kilometer sydost om Bergsjö och utgörs av en ö i Storsjön. Det är skyddat sedan 2006 och är 50 hektar stort. Här finns skogsmark och ängsmark. Den senare har en rik växtflora med arter som backnejlika, gökärt, ängsklocka och rödklint. Ängen hävdas årligen genom slåtter, för att bibehålla dess öppenhet och rika flora.
Granen dominerar skogen men det finns inslag av lövträd. Fornlämningar finns. Dessa utgörs av husgrunder från järnålderstid. 

## Källa
- Länsstyrelsen, naturreservat Storön

1. 1 2 3 4 5  Skyddade områden, naturreservat, 18 december 2015, läs onlineläs online, läst: 20 januari 2017.[källa från Wikidata]
2. 1 2  Skyddade områden, naturreservat, 25 februari 2020, läs onlineläs online, läst: 25 februari 2020.[källa från Wikidata]